# Hydrobiosella letti
Hydrobiosella letti är en nattsländeart som beskrevs av Korboot 1964. Hydrobiosella letti ingår i släktet Hydrobiosella och familjen stengömmenattsländor. Inga underarter finns listade i Catalogue of Life.